# Sérgio Vieira (költő)
Sérgio Vieira (Tete, 1941. május 4. – 2021. december 16.) mozambiki költő, politikus.

## Élete, munkássága
Politikatudományból diplomázott, már egészen fiatalon aktív politikai tevékenységbe kezdett. Lisszaboni egyetemi évei alatt tagja volt az ellenzéki ifjúsági mozgalomnak, később Dar es Salaam-i száműzetése során a FRELIMO Kulturális és Oktatási részlegét vezette. Mozambik függetlensége után a Nemzeti Bank elnöke majd belügyminiszter is volt.
Munkáit portugál nyelven alkotja. Költészetének kezdete az 1960–1970-es évekre évekre tehető, amikor hazájában polgárháború dúlt. nem véletlen, hogy költeményei egy része érzelemdús, némelyiket fiatalos politikai hevület jellemzi. Fő példaképe Marcellino dos Santos.
Folyóiratokon, periodikákon kívül versei több antológiában is megjelentek, mint pl. a Poetas Moçambicanos (1962), Breve Antologia da Poesia de Moçambique (1967), Poesia de Combate (1977), No Ritmo dos Tantãs (1991).